# Vlag van Zierikzee

Vlag van Zierikzee

De vlag van Zierikzee is de vlag die de voormalige gemeente Zierikzee tussen 1961 en 1997 als gemeentevlag gebruikte. De vlag werd ingesteld bij het raadsbesluit van 29 mei 1961.
De beschrijving luidt: 
"rechthoekig, bestaande uit vijf horizontale banen van gelijke hoogte, in de kleuren, van boven naar beneden: rood, zwart, rood, zwart, rood."
Blijkens de Nieuwe Cronyk Van Zeeland van Mattheus Smallegange was in de 17e eeuw een effen rode vlag in gebruik.
Sinds de gemeentelijke herindeling van 1 januari 1997 maakt de gemeente deel uit van de gemeente Schouwen-Duiveland waarvoor een nieuwe vlag werd ontworpen. 

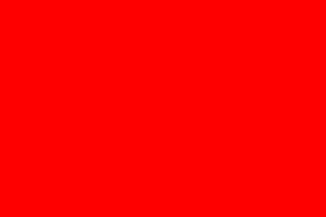
Oude vlag in 17e eeuw
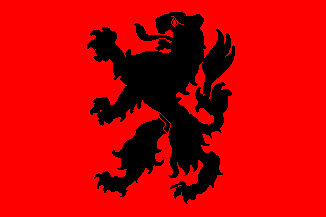
Oude vlag in 17-18 eeuw
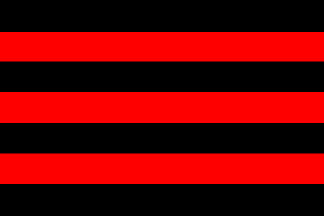
Oude vlag in ca. 1900

## Verwante afbeeldingen

Het wapen van Zierikzee
Wapen uit circa 1800 met de effen rode vlag

Aardenburg 
· Arnemuiden 
· Axel 
· Baarland 
· Biervliet 
· Biggekerke 
· Borssele 
· Breskens 
· Brouwershaven 
· Bruinisse 
· Burgh 
· Domburg 
· Dreischor 
· Driewegen 
· Duiveland 
· Ellewoutsdijk 
· 's-Gravenpolder 
· Groede 
· Haamstede 
· 's-Heer Abtskerke 
· 's-Heer Arendskerke 
· Hoedekenskerke 
· Hontenisse 
· IJzendijke 
· Kloetinge 
· Kortgene 
· Koudekerke 
· Krabbendijke 
· Kruiningen 
· Mariekerke 
· Meliskerke 
· Middenschouwen 
· Nieuw- en Sint Joosland 
· Nisse 
· Noordgouwe 
· Oostburg 
· Oostkapelle 
· Oud-Vossemeer 
· Oudelande 
· Ovezande 
· Poortvliet 
· Retranchement 
· Rilland-Bath 
· Ritthem 
· Sas van Gent 
· Scherpenisse 
· Schoondijke 
· Sint-Annaland 
· Sint Jansteen 
· Sint-Maartensdijk 
· Sint Philipsland 
· Sluis 
· Sluis-Aardenburg 
· Stavenisse 
· Valkenisse 
· Vogelwaarde 
· Waarde 
· Waterlandkerkje 
· Wemeldinge 
· Westdorpe 
· Westerschouwen 
· Westkapelle 
· Wissenkerke 
· Wolphaartsdijk 
· Zaamslag 
· Zierikzee 
· Zuiddorpe 
· Zuidzande